# Пустельников, Семён Селиверстович
Семён Селиверстович Пустельников (бел. Сямён Сільвестравіч Пустэ́льнікаў; 10 февраля 1921 — 5 февраля 1945) — участник Великой Отечественной войны, боец-пограничник 9-й заставы 2-го пограничного отряда пограничных войск НКВД ССР Украинского пограничного округа, ефрейтор, Герой Советского Союза (1945).

## Биография
Родился 10 февраля 1921 года в деревне Свистелки ныне Оршанского района Витебской области в семье рабочего. Белорус. Образование среднее. Работал в городе Орша в железнодорожных мастерских.
Служил в пограничных войсках НКВД СССР с 1940 года.
Принимал участие в обороне Ленинграда, где был четырежды ранен.
В 1945 году проходил службу в звании ефрейтора на 9 заставе 2-го погранотряда пограничных войск НКВД, размещённого в Радеховском районе Львовской области Украинской ССР
5 февраля 1945 года 9 застава 2-го погранотряда пограничных войск НКВД вела бой с подразделением УПА. После перестрелки повстанцы стали отходить к лесу.
Пограничник ефрейтор Пустельников, видя, что отряду противника удаётся оторваться от заставы, сел на крестьянскую лошадь, обогнал их и огнём сковал их действия.
Повстанцы ранили и окружили Пустельникова, пытались взять его живым.
Пустельников убил трёх бойцов УПА, а когда кончились патроны, подорвал себя гранатой, взрывом которой было убито ещё два повстанца.
Пожертвовав жизнью, Пустельников обеспечил подход заставы к месту боя и ликвидацию подразделения.
Похоронен в селе Поторица, ныне в Сокальской городской общине Шептицкого района Львовской области Украины.
31 марта 1945 года Указом Президиума Верховного Совета ССР за образцовое выполнение специальных заданий правительства и проявленные при этом отвагу и геройство ефрейтору Пустельникову Семену Селиверстову присвоено звание Героя Советского Союза с вручением Ордена Ленина и Медали «Золотая Звезда».

## Награды и звания
- Герой Советского Союза (1945).
- Орден Ленина
- Медаль «Золотая Звезда»
- Орден Красной Звезды
- Медаль «За оборону Ленинграда»

## Память
- Имя Героя 2 августа 1946 года было присвоено пограничной заставе Львовского пограничного отряда Западного пограничного округа, где установлена мемориальная доска
- Его именем названа погранзастава «Лынтупы» Сморгонской погрангруппы в Поставском районе Витебской области Республики Беларусь. На территории погранзаставы установлен памятный знак Герою.
- Именем Семёна Пустельникова были названы улицы в городах Львове и Орше.
- Имя Героя присвоено средней школе № 5 в городе Орша[1]. На здании школы установлена памятная доска, посвящённая С. Пустельникову[2].
- Стела в честь С. С. Пустельникова на Аллее Героев войны — уроженцев Оршанщины (2025). Расположена в Орше по ул. Пакгаузной, в сквере около Дома культуры железнодорожников[3].

## В филателии
- В 2015 году выпущены в обращение конверты серии «Герои Советского Союза», посвящённые Кижеватову А. М., Гаврилову П. М., Пустельникову С. С., Усову В. М., Казакевичу Д. В.